# デビル17
『デビル17』（デビルセブンティーン）は、著者：豪屋大介、イラスト：藤渡のライトノベル作品。富士見ファンタジア文庫（富士見書房）より2004年1月から刊行されている。ライトノベルにしては過激・残酷な描写や性描写も多い作品。
メディアミックスとして、西条真二の作画によるコミカライズ版『デビル17 放課後の凶戦士』が『月刊ドラゴンエイジ』（富士見書房ブランド）において連載されたが、冒頭以外はストーリーも登場人物も大きく異なっている。

2025年、中央公論新社より復刊

## ストーリー
平凡な高校生・黒江徹（くろえとおる）は、修学旅行の際にテロ事件に巻き込まれ、同級生を殺されていく。しかし、ふとしたことから圧倒的な力に目覚め、テロリストを射殺してしまう。実は彼は遺伝子操作で生み出された超人であり、その日から徹の衝撃的な学園生活が始まるのであった。

## 登場人物
黒江徹
本作の主人公。17歳。ごく普通の少年だったが、ある事件で超人的な力に目覚める。
フェンリル
徹の相棒で秘密組織「エンジェル」のリーダーの女性。
真嶋みさき
徹の同級生。小説とコミカライズの両方に登場している数少ない人物。

## 専門用語
アウトフィット
徹を創造した秘密結社。既に壊滅している。
エンジェル
徹に忠誠を誓う女性達の組織。
ノバ
徹に忠誠を誓う男性達の組織。

## 既刊一覧

### 小説
- 豪屋大介（著）、藤渡（イラスト）、富士見書房〈富士見ファンタジア文庫〉、既刊6巻（2005年6月18日現在）
  - 『デビル17 （1） みなごろしの学園』、2004年1月20日発売[4]、ISBN 978-4-8291-1584-8
  - 『デビル17 （2） 復讐のサマータイム』、2004年7月17日発売[5]、ISBN 978-4-8291-1634-0
  - 『デビル17 （3） 要塞学園（上）』、2004年10月20日発売[6]、ISBN 978-4-8291-1662-3
  - 『デビル17 （4） 要塞学園（下）』、2004年12月18日発売[7]、ISBN 978-4-8291-1673-9
  - 『デビル17 （5） 鮮血の学園祭（上）』、2005年5月20日発売[8]、ISBN 978-4-8291-1719-4
  - 『デビル17 （6） 鮮血の学園祭（中）』、2005年6月18日発売[9]、ISBN 978-4-8291-1730-9

### 漫画
- 豪屋大介（原作）、藤渡（キャラクター原案）、西条真二（作画） 『デビル17 放課後の凶戦士』 富士見書房〈ドラゴンコミックスエイジ〉、全6巻
  1. 2005年3月28日発売[10]、ISBN 4-04-712396-X
  2. 2005年5月30日発売[11]、ISBN 4-04-712405-2
  3. 2005年7月28日発売[12]、ISBN 4-04-712415-X
  4. 2005年11月29日発売[13]、ISBN 4-04-712432-X
  5. 2006年2月27日発売[14]、ISBN 4-04-712442-7
  6. 2006年3月28日発売[15]、ISBN 4-04-712447-8